# Санта Лучия дел Мела
Санта Лучѝя дел Мѐла (на италиански: Santa Lucia del Mela; на сицилиански: Santa Lucìa dû Mela, Санта Лучия ду Мела) е малко градче и община в Южна Италия, провинция Месина, автономен регион и остров Сицилия. Разположено е на 215 m надморска височина. Населението на общината е 4755 души (към 2011 г.).